# ري بهوي
ري بهوي رمزها «RB» (بالإنجليزية: Ri  Bhoi)‏ ، هو تقسيم إداري لدولة الهند تتبع ولاية ميغالايا (بالإنجليزية: Meghalaya)‏ ، مركزها هو مدينة نونجبوه (بالإنجليزية: Nongpoh)‏ عدد سكانها حسب تعداد سنة 2001 هو 192,795 ، مساحتها 2,378 كم² وكثافة السكان 81 لكل كم² .